# ۱۵۳۸ (میلادی)
۱۵۳۸ (میلادی) هزار و پانصد و سی و هشتمین سال تقویم میلادی است.

## رویدادها
جنگ های عثمانی و پرتغال در اقیانوس هند

## درگذشتگان
- ۸ ژوئیه – دیه‌گو د آلماگرو، کاشف اسپانیایی (ز. ۱۴۷۵)